# Samantha Smithová
Samantha Reed Smithová (29. června 1972 Houlton, Maine – 25. srpna 1985 Lewiston-Auburn, Maine) byla americká školačka a mírová aktivistka, která se proslavila během studené války tím, že na podzim roku 1982 zaslala dopis generálnímu tajemníkovi Komunistické strany Sovětského svazu Juriji Andropovovi s vyjádřením obav, že má jeho zem mimo jiné v úmyslu vyvolat jadernou válku.
Andropov na dopis následujícího roku odpověděl a Smithovou pozval na návštěvu Sovětského svazu ve snaze vyvrátit její obavy. Samantha tuto nabídku přijala a za velkého zájmu místního i světového tisku zde se svými rodiči strávila celkem čtrnáct dnů. O cestě do SSSR dokázala i přes svůj nízký věk napsat vlastní knihu (Journey to the Soviet Union) a zahrála si též v televizním seriálu.
Tato mladá aktivistka vzbudila v obou tehdejších supervelmocech široký zájem veřejnosti a médií, kterými byla označována jako „vyslankyně dobré vůle“ a „nejmladší americký velvyslanec“. Mírové snahy malé dívky ukončilo 25. srpna 1985 letecké neštěstí, při kterém přišla o život i se svým otcem.

## Historický kontext
Když Jurij Andropov v listopadu 1982 vystřídal Leonida Brežněva v čele Sovětského svazu, zareagovaly na něj západní mainstreamové noviny a časopisy otištěním řady článků a fotografií na svých titulních stranách. Většina reportáží vůči němu zaujímala negativní postoje a vyjadřovala se o něm jako o nové hrozbě pro stabilitu západního světa. Andropov byl v době maďarského povstání v roce 1956 sovětským velvyslancem v Maďarsku a v letech 1967–1982 předsedou KGB a své působení v čele Sovětského svazu na základě zkušeností z tohoto období zahájil posílením pravomocí KGB a utlačováním disidentů. Během svého působení vešel na Západě ve známost potlačením Pražského jara a drsnými represáliemi vůči disidentům, jako byli Andrej Sacharov nebo Alexandr Solženicyn. Podle Vasilije Mitrochina považoval Andropov boj za lidská práva za součást rozsáhlého imperialistického spiknutí, jehož cílem bylo podkopat základy sovětského státu. Velké mezinárodní napětí provázelo sovětské i americké úsilí o vývoj zbraní, které by bylo možno vypouštět ze satelitů umístěných na oběžné dráze. Obě vlády měly rozsáhlé výzkumné a vývojové programy na vývoj takové technologie. Oba státy se však dostávaly pod sílící tlak veřejnosti, který žádal, aby se takových projektů zřekly. V Americe se prezident Ronald Reagan dostal pod tlak lobby amerických vědců a zbrojních expertů, sovětská vláda mezitím vydala prohlášení, které znělo: „Zabránit militarizaci vesmíru je jedním z nejnaléhavějších úkolů, před kterými lidstvo stojí.“
V tomto období probíhaly v Evropě i Severní Americe rozsáhlé protijaderné protesty, zatímco promítání dramatu stanice ABC Den poté (anglicky The Day After) z 20. listopadu 1983 se stalo jednou z nejočekávanějších mediálních událostí desetiletí.
Obě velmoci v té době opustily strategii zmírňování napětí, když v reakci na sovětské rozmístění raket SS-20 Reagan přistoupil k rozmístění řízených střel a raket Pershing II v Evropě. Již třetím rokem probíhala válka Sovětského svazu v Afghánistánu, což byla záležitost, která rovněž přispívala k mezinárodnímu napětí. Ronald Reagan ukončil dosavadní politiku détente a jeho administrativa zahájila nové zbrojní programy namířené vůči Sovětskému svazu. V této atmosféře vyšlo 22. listopadu 1982 číslo časopisu Time s Andropovem na titulní straně. Když si Smithová toto vydání prohlížela, zeptala se své matky: „Když se ho lidé tak bojí, proč mu někdo nenapíše dopis s dotazem, zda chce válku, nebo ne?“ Její matka odpověděla: „Proč to neuděláš ty?“.

## Život a mírové aktivity
Samantha Smithová se narodila 29. června 1972 v malém městečku Houlton ve státě Maine, nacházejícím se nedaleko americko-kanadské hranice, rodičům Jane Reedové a Arthuru Smithovi. Když Smithová na jaře 1980 dokončila druhou třídu základní školy, přestěhovala se se svými rodiči do města Manchester v Maine, kde ji rodiče přihlásili ke studiu ve škole Manchester Elementary School. Samantin otec vyučoval literaturu a psaní na Mainské univerzitě v Augustě, zatímco její matka byla zaměstnána jako sociální pracovnice na Mainském ministerstvu zdravotnictví (Maine Department of Human Services).

### Dopis Juriji Andropovovi a návštěva SSSR
Samantha Smithová se proslavila ve Spojených státech i v bývalém Sovětském svazu především tím, že v politicky napjatém období studené války, konkrétně v listopadu 1982, napsala a odeslala dopis nově zvolenému generálnímu tajemníkovi Komunistické strany Sovětského svazu Juriji Andropovovi. V něm se Samantha snažila od Andropova získat odpověď na otázku, proč jsou vztahy mezi USA a SSSR tak napjaté.

Vážený pane Andropove,
jmenuji se Samantha Smithová. Je mi deset roků. Blahopřeji vám k novému zaměstnání. Obávám se, že mezi Ruskem a Spojenými státy dojde k jaderné válce. Budete hlasovat pro válku? Pokud ne, prosím, řekněte mi, jak chcete dopomoci k tomu, aby žádná válka nebyla. Nemusíte na tuto otázku odpovědět, ale chtěla bych vědět, proč chcete dobýt celý svět, nebo přinejmenším naši zemi. Bůh stvořil Zemi, abychom na ni žili společně v míru a ne ve válce.
S pozdravem,
Samantha Smith
Andropov jí neodpověděl, ale Samantin dopis byl publikován i v sovětském stranickém deníku Pravda,. To ji povzbudilo k napsání dopisu sovětskému velvyslanci ve Spojených státech, ve kterém se na případnou odpověď dotazovala. 26. dubna 1983 se nakonec odpovědi od Andropova dočkala.

Drahá Samantho,
dostal jsem tvůj dopis, který se podobá mnoha dalším dopisům, které ke mě poslední dobou doráží z vaší země a dalších zemí po celém světě.
Zdá se mi – soudě podle tvého dopisu – že jsi odvážná a čestná dívka, jako Becky, přítelkyně Toma Sawyera ve slavné knize tvého krajana Marka Twaina. V naší zemi je tato kniha známá a milují ji všechny holky a kluci.
Píšeš, že máš obavy z toho, že by mohlo mezi našimi zeměmi dojít k jaderné válce. Ptáš se také, zda děláme něco, aby válka nevypukla.
Tvoje otázka patří k těm nejdůležitějším otázkám, které si může myslící člověk klást. Odpovím ti čestně a upřímně.
Ano, Samanto, v Sovětském svazu děláme všechno proto, aby naše země ve válce nebyly. Všichni lidé v Sovětském svazu. To nás naučil velký zakladatel našeho státu, Vladimir Lenin.
Sovětští občané velmi dobře vědí, jak strašná věc je válka. Před dvaačtyřiceti roky napadlo naši zemi nacistické Německo, jehož cílem bylo ovládnout celý svět, spálilo a zničilo tisíce našich měst a vesnic, zabilo milióny sovětských mužů, žen a dětí.
Během této války, která skončila naším vítězstvím, jsme byli spojenci Spojených států, bojovali jsme spolu za vysvobození mnoha lidí od nacistických útočníků. Doufám, že vás o tom učí ve škole. Dnes opravdu chceme žít v míru, obchodovat a spolupracovat se všemi našimi sousedy na planetě Zemi – i s těmi vzdálenými i těmi v okolí. A samozřejmě i tak velkou zemí jako jsou Spojené státy americké.
V Americe i v naší zemi jsou jaderné zbraně – strašlivé zbraně, které by mohly zabít miliony lidí, v pohotovosti. Ale my je nechceme použít. Právě proto Sovětský svaz rozhlásil do celého světa, že nikdy – nikdy – nebude první, kdo použije jaderné zbraně proti jinému státu. Navrhujeme proto, aby byla produkce jaderných zbraní přerušena a následovalo úplné celosvětové odzbrojení.
Zdá se mi, že je to dostatečná odpověď na tvoji druhou otázku: „Proč chcete vést válku proti světu, nebo alespoň proti Spojeným státům?“ Nic takového nechceme. Nikdo v naší zemi – dělníci a rolníci, spisovatelé, a ani lékaři, ani děti a dospělí, nebo členové vlády nechtějí ani velké, ani „malé“ války.
My chceme mír – máme na starosti něco úplně jiného: pěstovat plodiny, stavět a činit vynálezy, psát knihy, a létat do vesmíru. My chceme mír pro sebe a pro všechny národy na této planetě. Pro děti a pro tebe, Samantho.
Zvu tě, pokud ti to tvoji rodiče dovolí, abys k nám přijela – nejlépe v létě. Poznáš nás, potkáš se se svými vrstevníky, navštívíš dětský tábor u moře v Artěku. A věz: v Sovětském svazu jsme pro mír a přátelství mezi národy.
Děkuji ti za tvůj dopis. Přeji ti vše nejlepší.
J. V. Andropov

Andropovova odpověď vzbudila velký mediální rozruch, během kterého Samantha poskytla bezpočet televizních interview, mimo jiné známému hlasateli Tedu Koppelovi nebo Johnymu Carsonovi. Zprávu o tomto dopisu navíc vysílaly všechny velké americké televizní stanice a první kanál Sovětské státní televize, neboť prostřednictvím zmíněného dopisu obdržela Samantha osobní pozvání k návštěvě Sovětského svazu, které s velkou radostí přijala. Za doprovodu svých rodičů a za obrovského zájmu sovětských médií Samantha 7. července 1983 přiletěla do Moskvy. V Sovětském svazu společně strávili celkem dva týdny jako Andropovovi hosté. Kromě Moskvy, kde zhlédli mimo jiné vystoupení Moskevského cirkusu, navštívili také Leningrad (dnes Petrohrad) a známý pionýrský tábor v ukrajinském Artěku na poloostrově Krym. Na Rudém náměstí u Kremelské zdi položila květiny u hrobu Jurije Gagarina. Po celou dobu vzbuzovala Samantina návštěva v SSSR obrovský zájem médií i široké veřejnosti. Novináři s televizními štáby Sovětské státní televize se snažili zdokumentovat takřka každý její krok.
| „Na pozvání nejvyššího sovětského představitele Jurije Andropova přiletěla v pátek do Moskvy americká školačka Samantha Smithová se svými rodiči. Jedenáctiletá Samantha napsala koncem dubna Juriji Andropovovi dopis, v němž se mu svěřila se svým strachem z jaderné války. Sovětský představitel jí v odpovědi vysvětlil, jak Sovětský svaz neúnavně bojuje za mír, a pozval ji k návštěvě SSSR. Po dvoudenním pobytu v Moskvě stráví Samantha dvanáct dní v pionýrském táboře Artěk na Krymu. Na snímku americká školačka po příletu do Moskvy“ – Telefoto ČTK |
| Rudé právo, 9. července 1983, strana 7 |

Hned na začátku pobytu ve zdejším pionýrském táboře se Samantha rozhodla, že chce být ubytována spolu s ostatními dětmi a odmítla možnost bydlet v samostatném apartmá. Děti a učitelé, se kterými zde trávila čas, byli pro ulehčení komunikace vybráni tak, aby měli alespoň základní znalosti angličtiny. Samantha bydlela na pokoji s devíti dalšími dívkami a volný čas trávila plaváním, rozhovory s dětmi a učením ruských národních písní a tanců. Našla zde spoustu přátel, k nimž patřila například i Nataša Kaširinová z Leningradu, mluvící plynnou angličtinou. S Jurijem Andropovem se neměla možnost setkat osobně z důvodu jeho velké časové vytíženosti a zhoršujícího se zdravotního stavu. V průběhu pobytu v Sovětském svazu jí ale bylo umožněno promluvit s ním telefonicky. Měla též možnost promluvit si po telefonu s Valentinou Těreškovovou, historicky první kosmonautkou. Samantha si však v tu chvíli neuvědomila, s jak významnou ženou právě hovoří, a po krátké stručné konverzaci zavěsila, čehož později litovala. Ve své knize uvedla, že byla i se svými rodiči velmi mile překvapena přátelskostí všech lidí a spoustou dárků, které pro ně místní vyrobili. Během tiskové konference v Moskvě řekla, že jí ruští lidé připadají „stejní jako my“.

### Návrat domů a dozvuky návštěvy
Samantha se s rodiči vrátila do Spojených států 22. července 1983 a od občanů rodného státu Maine se jí dostalo vřelého přivítání. Po výstupu z letadla na ni čekal červený koberec i velká kytice růží a k odvozu zde pro ni byla přistavena luxusní limuzína. Ačkoliv její popularita neustále rostla, existovaly i skeptické názory, podle kterých sloužila jen jako nástroj sovětské propagandy. Andrij Krockhmaluk, richmondský žurnalista ukrajinského původu, například vyslovil názor, že Samantina návštěva byla jen obratným PR manévrem komunistické strany s cílem vylepšit sovětské image.
| „Prezident by přece nepřikázal bombardovat zemi, v níž se nachází jeho vnučka.“ |
| Samantha Smithová, Mezinárodní sympozium mládeže v Kóbe, 26. prosince 1983      |

Samantha Smithová vzbudila široký zájem médií v SSSR i USA, kterými byla nazývána „vyslankyní dobré vůle“ a „nejmladším americkým velvyslancem“. Jako mírová aktivistka navštívila v prosinci 1983 v doprovodu své matky i Japonsko, kde se setkala s premiérem Jasuhirem Nakasonem. V Japonsku navštívila mj. Mezinárodní sympozium mládeže v Kóbe, kde přednesla projev, ve kterém navrhla, aby si sovětští a američtí představitelé dvakrát ročně vyměnili své vnučky, protože by to podle jejích slov pomohlo k odvrácení bombardování a války.
Samanthin návrh na výměnu dětských vyslanců se v několika případech i uskutečnil, patřila mezi ně například jedenáctiletá sovětská dívka Kaťa Lyčovová, která na dva týdny navštívila Spojené státy. V roce 1984 získala v roli mediální hvězdy i prostor pro svůj vlastní pořad s názvem Samantha Smithová jde do Washingtonu… Kampaň '84 (v orig. Samantha Smith Goes To Washington… Campaign '84), jenž byl vysílán na dětské televizní stanici Disney Channel. Samantha v tomto diskusním pořadu, zabývajícím se politikou z dětského úhlu pohledu, vyzpovídala několik kandidátů do amerických prezidentských voleb pro rok 1984, mezi nimiž nechyběli například George McGovern nebo Jesse Jackson. V roce 1985 účinkovala po boku herce Roberta Wagnera v televizním seriálu Lime Street, který byl téhož roku vysílán na stanici ABC.

## Tragická smrt
25. srpna 1985 se Samantha, po natáčení scén pro seriál Lime Street, vracela domů se svým otcem na palubě malého dvoumotorového letadla Beechcraft 99 společnosti Bar Harbor Airlines (let číslo 1808). Letadlo však během pokusu o přistání na letišti Lewiston-Auburn Regional Airport, nedaleko městečka Auburn v Maine, zavadilo při slabé viditelnosti o několik stromů poblíž ranveje, nekontrolovatelně dopadlo na zem a explodovalo. Nikdo z šesti cestujících ani dvou členů posádky nacházejících se v letadle tragédii nepřežil. Po této nehodě vyvstala řada spekulací o příčinách nehody. Především v Sovětském svazu panoval názor, že se mohlo jednat o sabotáž.
| „Snad pomůže zmírnit Váš zármutek vědomí, že miliony Američanů, miliony lidí, s Vámi sdílí to těžké břemeno žalu. Tito lidé budou Samanthu velebit a vzpomínat na ni, na její úsměv, na její idealismus a jejího laskavého ducha.“ |
| Kondolence od Ronalda Reagana zaslaná Samantině matce |

Ve Spojených státech proběhlo oficiální vyšetřování, které však neobjevilo žádné důkazy potvrzující tyto konspirační teorie. Závěrečná zpráva dále konstatovala: „Poměrně dost strmý náklon letadla, Eulerovy úhly (orientace letadla ve vztahu k horizontu, směru letu apod.) a značná rychlost při dopadu letadla na zem, zcela vyloučila šanci cestujících na přežití.“ Vyšetřovací komise přisoudila důvody nehody souhře několika nepříznivých okolností. Jednak bylo špatné deštivé počasí s nízkou viditelností, piloti letadla byli nezkušení a k tomu navíc měl letištní radar v době přistání technickou závadu, která by ovšem sama o sobě nebyla fatální.
Pohřbu Samanthy Smithové se zúčastnilo na tisíc smutečních hostů, mezi nimiž byli například americký herec Robert Wagner nebo Vladimir Kulagin ze sovětské ambasády ve Washingtonu, který zde přečetl osobní kondolenci od Michaila Gorbačova. Ostatky Samanthy a jejího otce byly zpopelněny a společně uloženy na hřbitově Estabrook Cemetery, nedaleko Houltonu ve státě Maine.

## Posmrtné pocty a odkaz

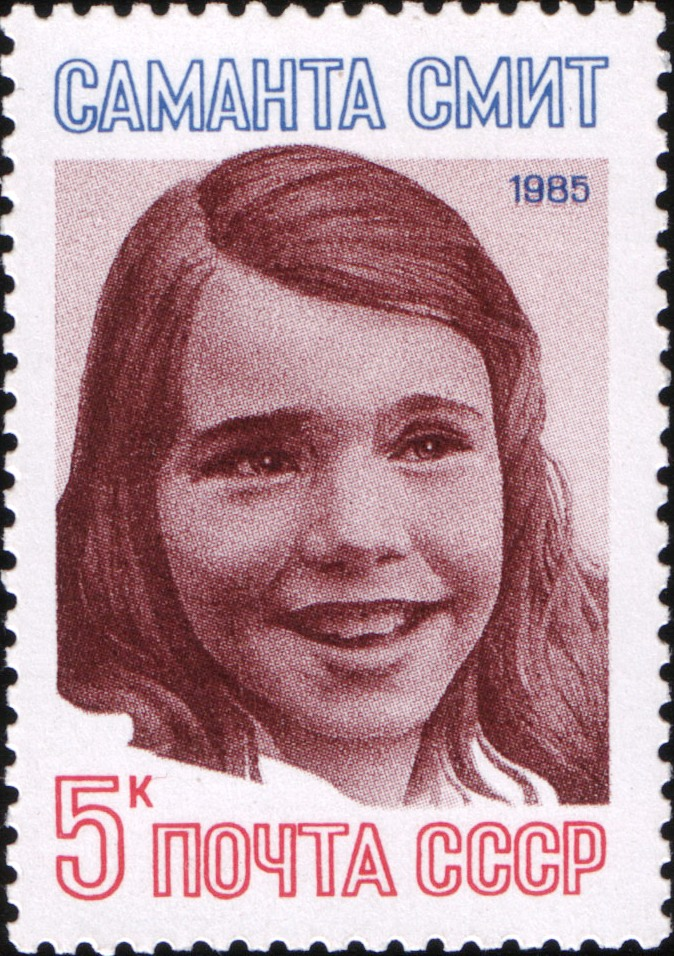
Sovětská poštovní známka z roku 1985 s portrétem Samanthy Smithové

Na mírové zásluhy a aktivity Samanthy Smithové dodnes nahlíží mnoho Rusů a občanů jejího rodného státu Maine s velkým respektem a úctou. V Moskvě byl na její počest vybudován památník a v roce 1986 po ní byla v artěckém pionýrském táboře pojmenována stromová alej, in memoriam. Moskevský památník byl roku 2003 ukraden zloději barevných kovů, téhož roku se jej ovšem povedlo obnovit díky voroněžskému důchodci Valentinu Vaulinovi, který jej na své náklady a bez vládní podpory znovu vyrobil. Roku 1985 byla na Samantinu počest vydána pamětní poštovní známka s jejím portrétem. Když roku 1986 ruská astronomka Ludmila Ivanovna Černychová objevila asteroid 3147, nechala jej poté pojmenovat 3147 Samantha. Na její počest složil roku 1985 dánský hudební skladatel Per Nørgård koncert pro violu s názvem Remembering Child.
V Samanthině rodném státě Maine je každé první červnové pondělí zákonem stanoveno jako Den Samanthy Smithové (Samantha Smith Day). Nedaleko Mainského státního muzea v Augustě byla vztyčena Samantina socha, která ji vyobrazuje s medvídětem u nohou a ze svých rukou vypouštějíc holubici míru. Medvídě má symbolizovat státy Maine a Sovětský svaz, holubice symbolizuje Samantiny mírové snahy. V říjnu 1985 založila její matka nadaci, pojmenovanou po ní (Samantha Smith Foundation), jejímž cílem bylo organizování výměnných pobytů mezi americkými a sovětskými dětmi (po rozpadu Sovětského svazu pak mezi USA a nástupnickými státy SSSR). Výměnné pobyty fungovaly až do poloviny 90. let 20. století, kdy ztratily svůj původní význam.